# Winfrid Cramer
Winfrid Cramer OSB (* 3. Dezember 1933) ist ein römisch-katholischer Theologe.

## Leben
Der Pater der Abtei Gerleve lehrte als Professor für Alte Kirchengeschichte, Patrologie und Christliche Archäologie an der Westfälischen Wilhelms-Universität Münster. Als Hausgeistlicher der Clemensschwestern wirkte er 23 Jahre lang im Konvent an der Piusallee in Münster. In St. Margareta (Neuenkirchen) ist Winfrid Cramer seit 2014 in der Seelsorgemithilfe tätig.

## Schriften (Auswahl)
- Die Engelvorstellungen bei Ephräm dem Syrer (= Orientalia christiana Analecta. Band 173). Pont. Institutum Orientalium studiorum, Rom 1965, OCLC 895445248 (zugleich Dissertation, Päpstliches Athenaeum Sant’Anselmo 1964).
- Der Geist Gottes und des Menschen in frühsyrischer Theologie  (= Münsterische Beiträge zur Theologie. Band 46). Aschendorff, Münster 1979, ISBN 3-402-03951-6 (zugleich Habilitationsschrift, Münster 1976).
- Kloster Vinnenberg. Kloster und Wallfahrtskirche (= Kleine Kunstführer. Band 15). Schnell & Steiner, München 1989, OCLC 251727333.
  - Kloster Vinnenberg. Kloster und Wallfahrtskirche (= Kleine Kunstführer. Band 15). 2. veränderte Auflage, Schnell & Steiner, München 1995, OCLC 40788280.